# Chen Dong
Chen Dong (chiń. upr. 陈冬; chiń. trad. 陳冬; pinyin Chén Dōng; ur. 12 grudnia 1978 w Luoyang) – chiński pilot wojskowy i tajkonauta, uczestnik programu Shenzhou w ramach drugiej grupy chińskich kosmonautów. Do programu zgłosił się w trakcie służby w chińskim lotnictwie, zainspirowany pionierskim lotem Yang Liweia. Żonaty z Zhejiang Jiaxing, ma dwóch synów-bliźniaków.

## Kariera astronauty
- Jako pilot wojskowy został w maju 2010[2] (wg innych źródeł w 2009[1]) roku zakwalifikowany przez CNSA do szkolenia astronautów.
- W czerwcu 2016 został wyznaczony jako drugi członek załogi w misji Shenzhou 11[2].
- 17 października 2016 wystartował na pokładzie pojazdu Shenzhou 11 w misji do modułu Tiangong 2.

Stowarzyszenie Uczestników Lotów Kosmicznych (Association of Space Explorers) przyznało mu Universal Astronaut Insignia za lot orbitalny (nr 547).

## Wykaz lotów
| Lp.                                                                     | Data startu          | Data lądowania    | Statek kosmiczny | Funkcja  | Czas trwania                         |
| ----------------------------------------------------------------------- | -------------------- | ----------------- | ---------------- | -------- | ------------------------------------ |
| 1                                                                       | 17 października 2016 | 18 listopada 2016 | Shenzhou 11      | Operator | 32 dni, 6 godzin, 29 minut, 7 sekund |
| Łączny czas spędzony w kosmosie — 32 dni, 6 godzin, 29 minut, 7 sekund. |                      |                   |                  |          |                                      |